# すき。ということ
「すき。ということ」は日本の女性アイドル・板野友美の楽曲。2019年2月13日に板野のソロ11作目のシングルとしてキングレコードから発売された。

## リリースと背景
楽曲のシングルCDは初回限定盤、通常盤の2種類がリリースされた。『すき。ということ』は、板野がイメージキャラクターを務めるジュエリーブランド「amie jewel」のタイアップ曲であり、収録曲『イマジネーションゲーム』は同名の映画『イマジネーションゲーム』の主題歌である。
初回限定盤や通常盤の他にKING e-SHOP盤I～Vとamie jewel盤も販売された。完全数量限定商品としては、「amie jewel star watch（ベルト3本付）セット」と、メンズシルバーネックレスセット、amie jewel盤がコンパイルされたKING e-SHOPスペシャル限定セットも販売された。
ミュージックビデオは全編ドラマ仕立てであり、彼女が恋人と生活する様子が描かれている。恋人役は俳優の塩野瑛久が務めた。

## イベント
発売記念イベントが、アスナル金山、トレッサ横浜、東京ドームシティラクーアガーデン、大宮ステラタウン、もりのみやキューズモールBASE、広島駅南口地下広場で行われた。

## シングル収録トラック
| #         | タイトル                            | 作詞           | 作曲           | 時間  |
| --------- | ----------------------------------- | -------------- | -------------- | ----- |
| 1.        | 「すき。ということ」                | 板野友美、宏実 | UTA            | 4:04  |
| 2.        | 「君。」                            | Ayaka Miyake   | Carlos K.、Joe | 4:11  |
| 3.        | 「イマジネーションゲーム」          | エンドケイプ   | 菅野祐悟       | 3:37  |
| 4.        | 「すき。ということ -Instrumental-」 |                |                | 4:04  |
| 合計時間: | 合計時間:                           | 合計時間:      | 合計時間:      | 15:56 |

| #  | タイトル                         | 作詞 | 作曲・編曲 |
| -- | -------------------------------- | ---- | ---------- |
| 1. | 「すき。ということ Music Video」 |      |            |